# Стадион Парке Артигас
Стадион Парке Артигас (шп. Estadio Parque Artigasa) је фудбалски стадион у граду Пајсандуу, главном граду департмента Пајсанду у Уругвају.

## Историја стадиона
Стадион је отворен 1994. године и добио је име по народном хероју Уругваја Хосеу Ервасио Артигасу. Стадион је изграђен да угости утакмице Купа Америке 1995, који је одржан у Уругвају и куп се завршио победом домаћина. У оквиру припрема за турнир, 25. јуна 1995, репрезентација Уругваја је на овом стадиону играла пријатељски меч против Новог Зеланда. Утакмица је завршена великом победом Уругвајаца 7:0 . У то време стадион је примао 25 хиљада гледалаца. Сада се западна трибина не користи и капацитет не прелази 22-23 хиљаде.
На стадиону наступа клуб „Пајсанду Бела Виста“ који је 1999-2002. играо у премијерној лиги шампионата Уругваја. Овај тим се могао вратити на Примеру 2005. године, али из финансијских разлога то није могао учинити, али је на његово место дошао други тим, ФК Пајсанду, формиран 2003. године. Овај клуб је у елити провео цело привремено првенство 2005, а затим и половину сезоне 2005/06.